# Wasserrettungszentrum Außenalster
Das Wasserrettungszentrum Außenalster befindet sich am Harvestehuder Weg neben dem Fähranleger Alte Rabenstraße im Stadtteil Rotherbaum des Bezirks Hamburg-Eimsbüttel auf dem Grundstück des Wasserschutzpolizeikommissariats 2 (WSPK 2), Außenstelle Alster. Eröffnung und Übergabe des neuen Stützpunkts war im September 2021.

## Gebäude

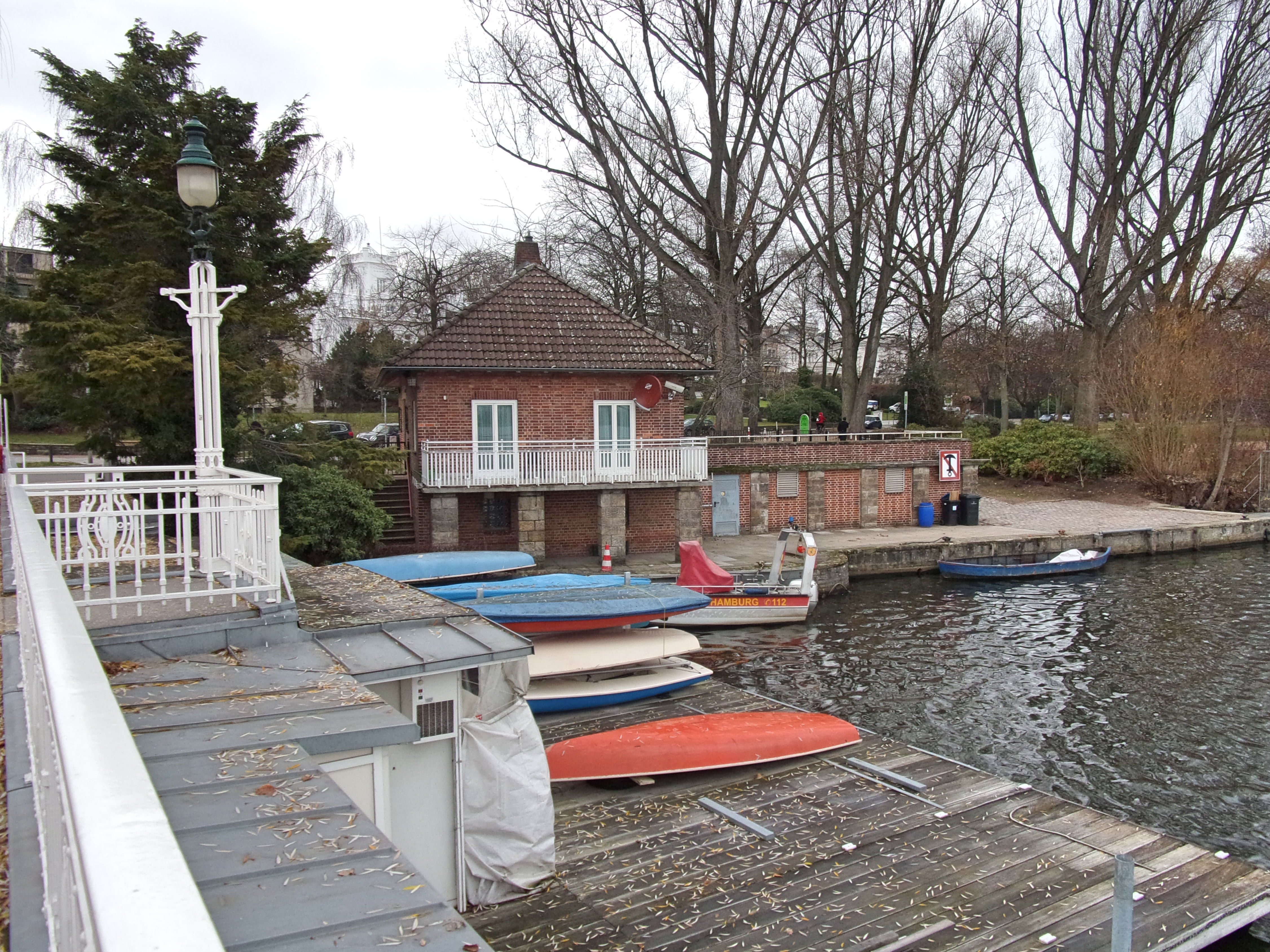
Ansicht des Kommissariats vor dem Neubau

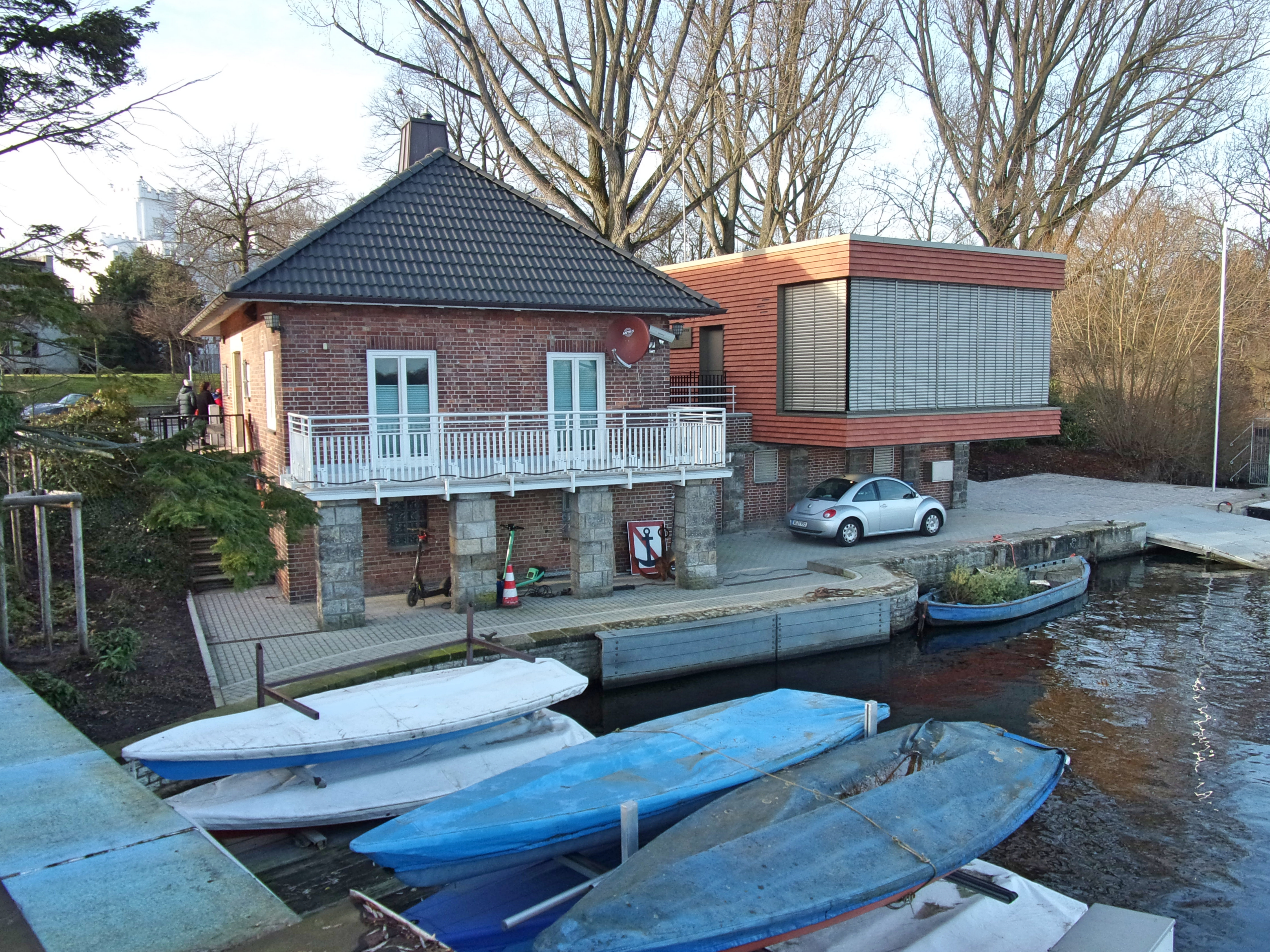
Neubau des Rettungszentrums als Ergänzung

Der Neubau ist nicht nur innerhalb des zu betreuenden Bereichs der Außenalster eng mit dem Kommissariat der Wasserschutzpolizei verbunden, sondern auch baulich. Die Asservatenkammer des Kommissariats dient als Fundament, zur Wasserseite kragt das Gebäude stützenlos darüber aus. Hauptraum ist der Dienstraum mit Funkzentrale. Er verfügt über eine breite Fensterfront, von wo das Geschehen auf der Wasserfläche gut beobachtet werden kann. Nebenräume wie Ruheraum, Umkleiden, sanitäre Anlagen sowie Technik- und Lagerräume befinden sich zur Straßenseite im nicht einsehbaren rückwärtigen Teil des Gebäudes. Dadurch bleibt die Privatsphäre hilfsbedürftiger Menschen, die gerade ärztlich versorgt werden geschützt. Ebenso an der Rückseite befindet sich eine öffentliche Toilette für Menschen mit Einschränkungen, barrierefrei und gut erreichbar am Harvestehuder Weg. Äußerlich wurde das Gebäude in Klinkerbauweise dem Bestandsgebäude des Kommissariats angeglichen. Die Verkleidung besteht aus handgefertigten Ziegeln, die durch eine leichte Überlappung an Schuppen erinnern und seine horizontalen Linien betonen. Beide Gebäude sollen als Einheit verschmelzen und auch so wahrgenommen werden. Für den Entwurf und die Pläne wurde sich für das Architekturbüro Sibylle Kramer Architekten BDA entschieden – ausgeführt wurden sie von der Sprinkenhof GmbH. Für die Bebauung auf Alstergrundstücken gelten besondere Bedingungen, daher wurden in Bezug auf Größe und Höhe Abstriche gemacht und auch optisch sollte es sich der Umgebung und dem Bestandsgebäude anpassen. Die Grundfläche wird mit 110 m² angegeben. Da sich das Gebäude zum Teil auf dem Souterraingeschoss des Altbaus befindet, war eine neue Versiegelung des Grundstücks nicht nötig und auch der umgebende Baumbestand und die Uferkante der Alster blieben durch den Bau unberührt. Das Flachdach ist begehbar und bietet so einen weiteren und erhöhten Aussichtspunkt zum Geschehen auf dem Wasser. Für die Wachhabenden stehen Duschen und eine Einbauküche zur Verfügung.

## Retter
Die neue Rettungsstation wird von der Feuerwehr, der Freiwilligen Feuerwehr, der Deutschen Lebens-Rettungs-Gesellschaft (DLRG), dem Technischen Hilfswerk, dem Arbeiter-Samariter-Bund (ASB) und diversen Hilfsorganisationen gemeinsam genutzt. Das gilt für die Diensthabenden als auch für ihre Ausrüstung, die jetzt zentral an einem Ort zur Verfügung steht und schnellstmöglich zum Einsatz kommen kann. Mit dem Bau des Gebäudes wurde eine neue Steganlage mit einer Sliprampe, die auch für Motorboote geeignet ist, geplant. Übergeben wurde das Gebäude durch Andy Grote, Senator der Behörde für Inneres und Sport, Senator Andreas Dressel von der Finanzbehörde und Martin Görge, Geschäftsführer der Sprinkenhof GmbH im September 2021 bei einer feierlichen Veranstaltung an die Feuerwehr Hamburg, vertreten durch Leiter Christian Schwarz und Heiko Mählmann, Präsident der Deutschen Lebens-Rettungs-Gesellschaft Landesverband Hamburg e. V.

## Aufgaben
Das Wasserrettungszentrum Außenalster bietet einen ganzjährigen Stützpunkt für alle an der Wasserrettung Beteiligten und verbessert somit den Sicherheitsstandard für die besonders im Sommer hochfrequentierte Außenalster, insbesondere der zahlreichen Wassersportler. Während das Kommissariat seine Schwerpunkte in der Verfolgung und Aufklärung von Straftaten und Einhaltung der Verkehrsregeln auf der Alster hat, liegen die Schwerpunkte des Rettungszentrums in der Rettung von Leben, Bergen von Personen, Befreiung aus Notlagen jeglicher Art und Erstversorgung von verunfallten oder verletzten Personen, manchmal auch Tieren. Beide Dienststellen ergänzen sich bei ihren verantwortungsvollen Aufgaben. Die Alster mit ihren Seitenarmen gilt als Hochburg des Wassersports und birgt hohes Gefahrenpotential. Neben dem Fährverkehr der Alstertouristik befinden sich regelmäßig jede Menge andere Boote auf der Wasserfläche; Segler, Ruderer, Kanuten, Tretboote oder Schlauchboote. Jederzeit kann es besonders während der Sommersaison zu Zusammenstößen, kentern oder Badeunfällen kommen. Mehrfach wurde beobachtet, dass Personen aus ihren Booten oder den Pontons der Anlegestellen ins Wasser springen. Die in den letzten Jahren stark zugenommene Zahl der Stand Up Paddler bewegen sich häufig in den Fahrtrouten der Alsterdampfer und die Alster und ihre Kanäle sind oft überfüllt. Es findet Vereinssport statt, Segelkurse auch für Kinder, Regatten und Veranstaltungen auf dem Wasser so wie an Land. Personen, die sich vom Ufer aus ins Wasser begeben oder stürzen, Badende und auch die Brückenspringer könnten jederzeit ertrinken oder sich verletzen. Hamburger Tageszeitungen berichten fast täglich von solchen Unfällen oder Zwischenfällen. Manchmal wurden auch Personen tot geborgen. Im Winter und bei anhaltenden Frost begeben sich häufig Personen zu früh auf die gerade gefrorenen Eisflächen der Alster oder ihren Kanälen.